# چاه حاجی‌آباد (تفتان)
چاه حاجی‌آباد یا حاجی علی روستایی در دهستان نازیل بخش نازیل شهرستان تفتان استان سیستان و بلوچستان ایران است.

## جمعیت
بر پایه سرشماری عمومی نفوس و مسکن در سال ۱۳۹۵ جمعیت این روستا ۲۰ نفر (۱۵خانوار) بوده‌است.